# Nombre de Deryagin
Le nombre de Deryagin ({\displaystyle De}), parfois orthographié Derjagin, est un nombre sans dimension utilisé en revêtement de surface.
Il exprime le rapport entre l'épaisseur du revêtement et la longueur de capillarité,.
Ce nombre porte le nom de Boris Vladimirovich Deryagin, chimiste et physicien russe.
On le définit de la manière suivante :
{\displaystyle De=L\left({\frac {\rho \,g}{2\sigma }}\right)^{0{,}5}}
avec :
- {\displaystyle L} - épaisseur du film ;
- {\displaystyle \rho } - masse volumique ;
- {\displaystyle g} - accélération gravitationnelle ;
- {\displaystyle \sigma } - tension de surface.